# Amity (Oregón)
Amity es una ciudad ubicada en el condado de Yamhill en el estado estadounidense de Oregón. En el año 2000 tenía una población de 1.480 habitantes y una densidad poblacional de 951 personas por km².

## Geografía
Amity se encuentra ubicada en las coordenadas 45°6′59″N 123°12′20″O / 45.11639, -123.20556.

## Demografía
Según la Oficina del Censo, en el 2000 los ingresos medios por hogar en la localidad eran de $40.556, y los ingresos medios por familia eran $42.375. Los hombres tenían unos ingresos medios de $30.417 frente a los $25.662 para las mujeres. La renta per cápita para la localidad era de $13.563. Alrededor del 9,6% de la población estaba por debajo del umbral de pobreza.

## Localidades en los alrededores
Diagrama de las localidades en un radio de 16 km a la redonda. 